# Спица
Спицата е радиално разположен механичен елемент в колело, което свързва главината му с кръглата конструкция на колелото (наплат, капла, метална профилна шина за монтиране на гума, водно колело и др.). В английски език тази механична част се обозначава с термина spoke, а във френски език с – rayon.

## История
За използване на спици в колелата има материални свидетелства от 2-рото хилядолетие пр.н.е. Такова колело се съхранява в Националния музей на Иран в Техеран. В древните египетски, гръцки и римски колесници колелата също са правени със спици. В Европа масивните колела за каруци са използвани малко и то в отделни изолирани области.

## Видове

### Спици, работещи на радиален натиск
Те се вграждат в конструкцията на първите дървени колела. Изработват се отделно и се вграждат в по-голямата конструкция – колелото. Използван е здрав и жилав дървен материал (напр. акация). От древността така се произвеждат колите за животински впряг. До края на Първата световна война са използвани дървени спици във военните транспортни средства и артилерията. В първите автомобили, велосипеди и мотоциклети също са използвани такива колела. На този принцип са построени и други нестандартни колела – водни двигателни колела, кормилни колела (волан) и др.
С радиални спици, работещи на натиск, са и тези направени в отливка с цялата конструкция на колелото и представляват неразглобяема част от този механизъм. Такива са колелата използвани в железницата за вагоните и локомотивите, за маховиците към парни двигатели и такива с вътрешно горене или заводски трансмисии за обезпечаване равномерност на хода. Такава конструкция се използва и при производството на алуминиеви джанти за съвременните автомобили.

### Спици, работещи на опън
Изработени са от стоманена тел. Единият край се закачва за главината, а другият посредством нипел се монтира и регулира към металната капла. Използвани са масово в моторните транспортни средства – автомобили, самолети, велосипеди и мотоциклети до около 20-те години на ХХ век. Използват се и днес във велосипедите, мотоциклетите и в автомобилите, произвеждани в ретро стил или с определен спортен дизайн. Големите съоръжения като увеселителните виенски колела също са изградени на този принцип.

## Галерия
- Спици
- Стара каруца в Южна Африка
- Спортен автомобил MGA, мод. 1957
- Мотоциклетно колело
- Велосипедно колело
- Съвременен автомобил с ретро колела
- Колела от стар парен локомотив
- Автомобилни волани от различни периоди
- Автомобил Рено AI 35 CS от началото на ХХ век с колела, направени с дървени спици и наплати, и метална шина за монтаж на гумата
- Шаси на парен локомотив